# Les Vans
Cet article possède un paronyme, voir Évans.
Pour les articles homonymes, voir Vans.
Les Vans [le vɑ̃s], — Los Vans en occitan — sont une commune française, située dans le département de l'Ardèche en région Auvergne-Rhône-Alpes.
Les Vans fait partie d'une structure intercommunale : la communauté de communes Pays des Vans en Cévennes.

## Géographie

### Situation
Bureau centralisateur de canton du sud de l'Ardèche, Les Vans occupent le centre d'un bassin près de la rivière Chassezac. Il est dominé au sud par le serre de Barre, dernier sommet oriental des Cévennes ardéchoises. En 2001, la localité est devenue « ville-porte » du parc naturel régional des Monts d'Ardèche, tout en faisant également partie de la zone périphérique du parc national des Cévennes.

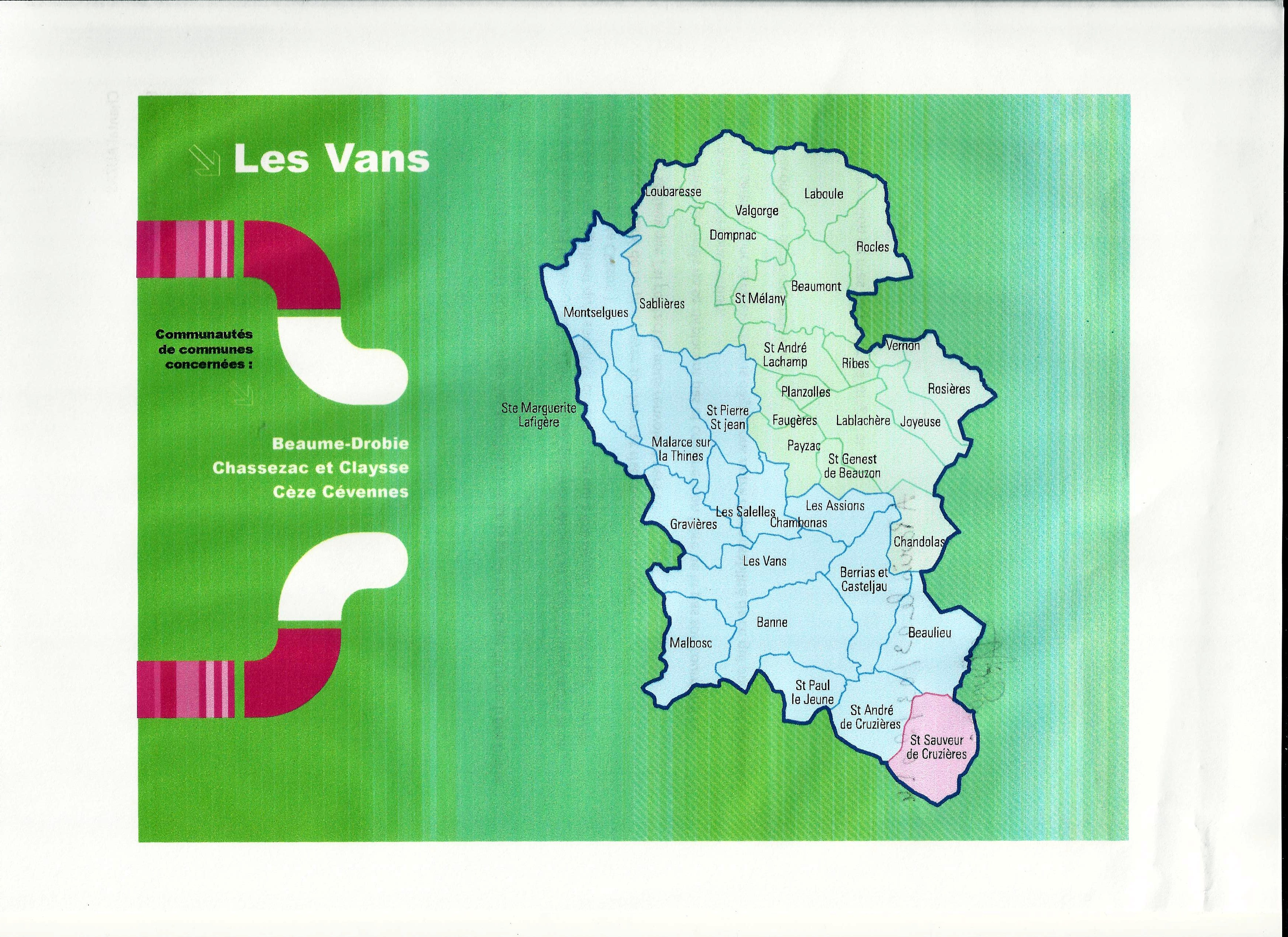
extrait du site : http://ardecheweb.fr/cartes/cantons/

### Communes limitrophes
Les communes limitrophes sont Les Assions, Banne, Berrias-et-Casteljau, Chambonas, Gravières, Malbosc, Bonnevaux et Malons-et-Elze.

### Climat
Pour des articles plus généraux, voir Climat d'Auvergne-Rhône-Alpes et Climat de l'Ardèche.
En 2010, le climat de la commune est de type climat méditerranéen franc, selon une étude du CNRS s'appuyant sur une série de données couvrant la période 1971-2000. En 2020, Météo-France publie une typologie des climats de la France métropolitaine dans laquelle la commune est exposée à un climat de montagne ou de marges de montagne et est dans la région climatique Provence, Languedoc-Roussillon, caractérisée par une pluviométrie faible en été, un très bon ensoleillement (2 600 h/an), un été chaud (21,5 °C), un air très sec en été, sec en toutes saisons, des vents forts (fréquence de 40 à 50 % de vents > 5 m/s) et peu de brouillards.
Pour la période 1971-2000, la température annuelle moyenne est de 13,4 °C, avec une amplitude thermique annuelle de 17,6 °C. Le cumul annuel moyen de précipitations est de 1 218 mm, avec 7,7 jours de précipitations en janvier et 4,3 jours en juillet. Pour la période 1991-2020, la température moyenne annuelle observée sur la station météorologique installée sur la commune est de 13,9 °C et le cumul annuel moyen de précipitations est de 1 251,0 mm,. Pour l'avenir, les paramètres climatiques de la commune estimés pour 2050 selon différents scénarios d'émission de gaz à effet de serre sont consultables sur un site dédié publié par Météo-France en novembre 2022.
| Mois                                  | jan.          | fév.           | mars          | avril         | mai           | juin          | jui.          | août          | sep.          | oct.          | nov.          | déc.          | année      |
| ------------------------------------- | ------------- | -------------- | ------------- | ------------- | ------------- | ------------- | ------------- | ------------- | ------------- | ------------- | ------------- | ------------- | ---------- |
| Température minimale moyenne (°C)     | 0,4           | 0,1            | 3,1           | 6,2           | 9,2           | 13,4          | 15,6          | 14,8          | 11,6          | 8,4           | 4,8           | 1,2           | 7,4        |
| Température moyenne (°C)              | 5,6           | 6,2            | 9,8           | 13,1          | 16,3          | 20,9          | 23,5          | 23            | 19            | 14,3          | 9,5           | 6,2           | 13,9       |
| Température maximale moyenne (°C)     | 10,9          | 12,2           | 16,6          | 19,9          | 23,4          | 28,4          | 31,5          | 31,2          | 26,4          | 20,2          | 14,3          | 11,1          | 20,5       |
| Record de froid (°C) date du record   | −8,8 18.01.17 | −13,1 05.02.12 | −5,7 16.03.13 | −4,8 08.04.21 | 0,4 07.05.19  | 5,8 13.06.19  | 8,5 02.07.11  | 7,6 27.08.18  | 3,2 27.09.10  | −3,3 30.10.12 | −6,7 28.11.13 | −8,4 12.12.12 | −13,1 2012 |
| Record de chaleur (°C) date du record | 20,2 10.01.15 | 23,7 22.02.19  | 26,4 31.03.12 | 30,8 08.04.11 | 33,6 21.05.22 | 42,2 28.06.19 | 39,9 18.07.22 | 42,5 23.08.23 | 35,4 04.09.16 | 31,9 04.10.11 | 24,5 04.11.10 | 20,6 30.12.21 | 42,5 2023  |
| Précipitations (mm)                   | 94            | 79             | 119,9         | 97,6          | 67,6          | 60,2          | 55,9          | 56,4          | 113,5         | 191,2         | 220,5         | 95,2          | 1 251      |

### Hydrographie
Le territoire communal est arrosé par le Chassezac, principal affluent de l'Ardèche, d'une longueur de 84,6 kilomètres et qui lui apporte ses eaux en rive droite.

### Voies de communication et transports
Les Vans sont accessibles via plusieurs lignes d'autocars en provenance de la gare de Valence TGV, Montélimar et Aubenas (Ligne 74 des Cars Région Auvergne Rhône-Alpes) ainsi que d'Alès (Ligne 13 du réseau Le Sept).

## Urbanisme

### Typologie
Au 1er janvier 2024, Les Vans sont catégorisés bourg rural, selon la nouvelle grille communale de densité à 7 niveaux définie par l'Insee en 2022.
Elle appartient à l'unité urbaine des Vans, une agglomération intra-départementale dont elle est ville-centre,. La commune est en outre hors attraction des villes,.

### Occupation des sols
L'occupation des sols de la commune, telle qu'elle ressort de la base de données européenne d’occupation biophysique des sols Corine Land Cover (CLC), est marquée par l'importance des forêts et milieux semi-naturels (82,6 % en 2018), une proportion sensiblement équivalente à celle de 1990 (82,2 %). La répartition détaillée en 2018 est la suivante : forêts (49,3 %), milieux à végétation arbustive et/ou herbacée (33,3 %), zones agricoles hétérogènes (10,7 %), zones urbanisées (6,8 %).
L'évolution de l’occupation des sols de la commune et de ses infrastructures peut être observée sur les différentes représentations cartographiques du territoire : la carte de Cassini (XVIIIe siècle), la carte d'état-major (1820-1866) et les cartes ou photos aériennes de l'IGN pour la période actuelle (1950 à aujourd'hui).

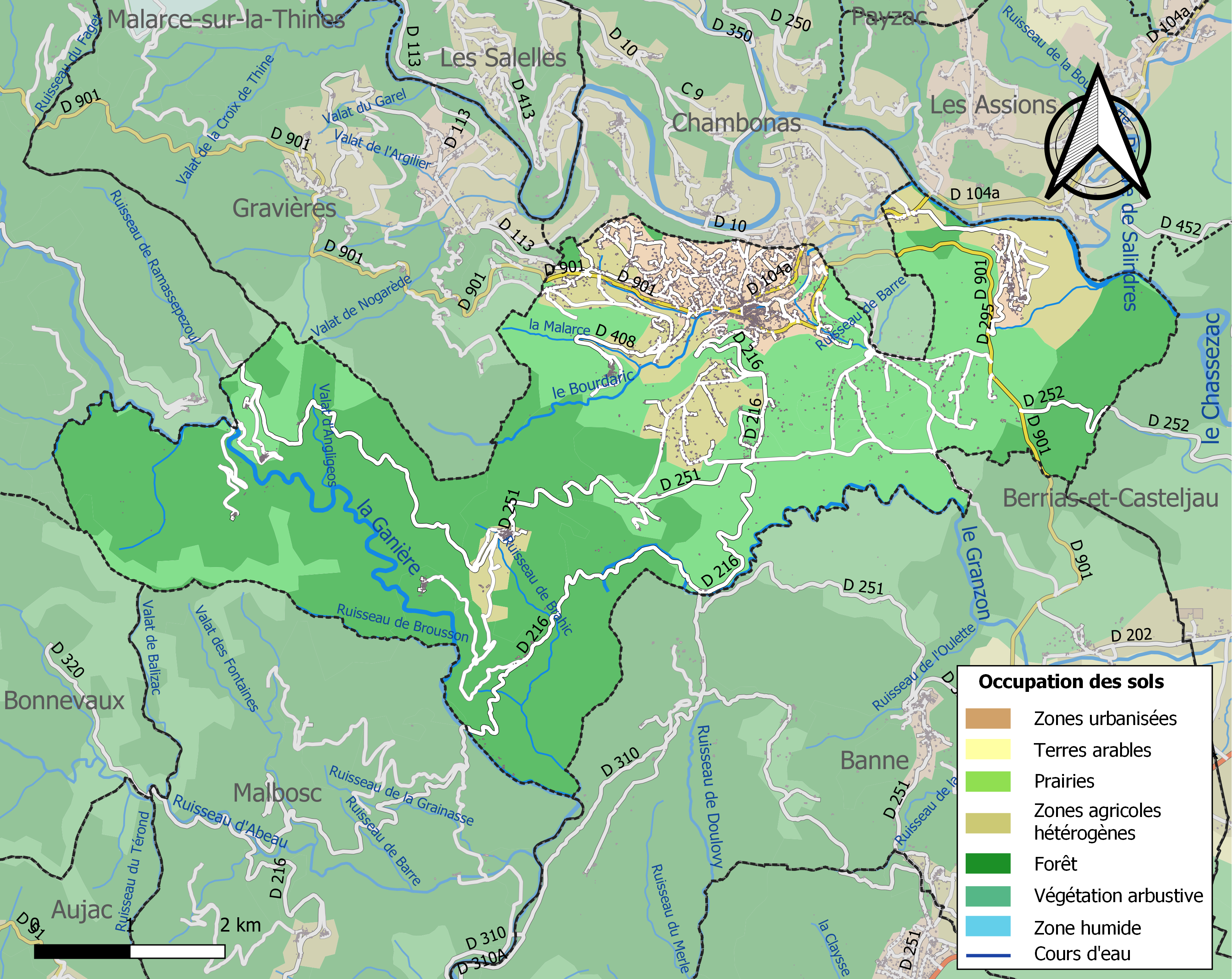
Carte des infrastructures et de l'occupation des sols de la commune en 2018 (CLC).

### Quartiers et lieux-dits
- Les Vans (le bourg) :
  - les Armas
  - Champfagou
  - le Pradal
  - le Barret
  - le Roussillon
  - le Bourdaric
  - la Clairette
  - Champvert
  - les Bourgades
  - la Roucheyrolle
  - les Armas le Haut
  - le Savel
  - les Coulets
  - les Grads
- Naves
  - les Grads de Naves
  - les Coulets de Naves
  - les Ayres
  - Mas du Cocu
  - le Barret
- Chassagnes
  - Chassagnes-le-Bas
  - Plaine de Chabiscol
  - Saint-Eugène
  - le Germanion
  - les Grads de Chassagnes
- Brahic
  - Murjas
  - les Angligeos
  - Martrimas
  - Perriès
  - la Coste
  - Vénissac
  - la Prade

### Risques naturels

#### Risques sismiques
Selon son PLU, l'ensemble du territoire de la commune est situé en zone de sismicité no 2 (sur une échelle de 5), comme la plupart des communes situées sur le plateau et la montagne ardéchoise, mais en bordure occidentale de la zone no 3.
| Type de zone | Niveau           | Définitions (bâtiment à risque normal) |
| ------------ | ---------------- | -------------------------------------- |
| Zone 2       | Sismicité faible | accélération = 1,1 m/s2                |

## Toponymie
Le nom « Vans » viendrait soit d’un terme celtique signifiant « versant », soit plus sûrement du radical oronymique ligure (préceltique) VAN-/VEN- fréquent dans les Alpes (Vence, Vanoise, Venosc, Venanson, Vénéon…).
Les habitants des Vans s'appellent les Vanséens et les Vanséennes.

## Histoire

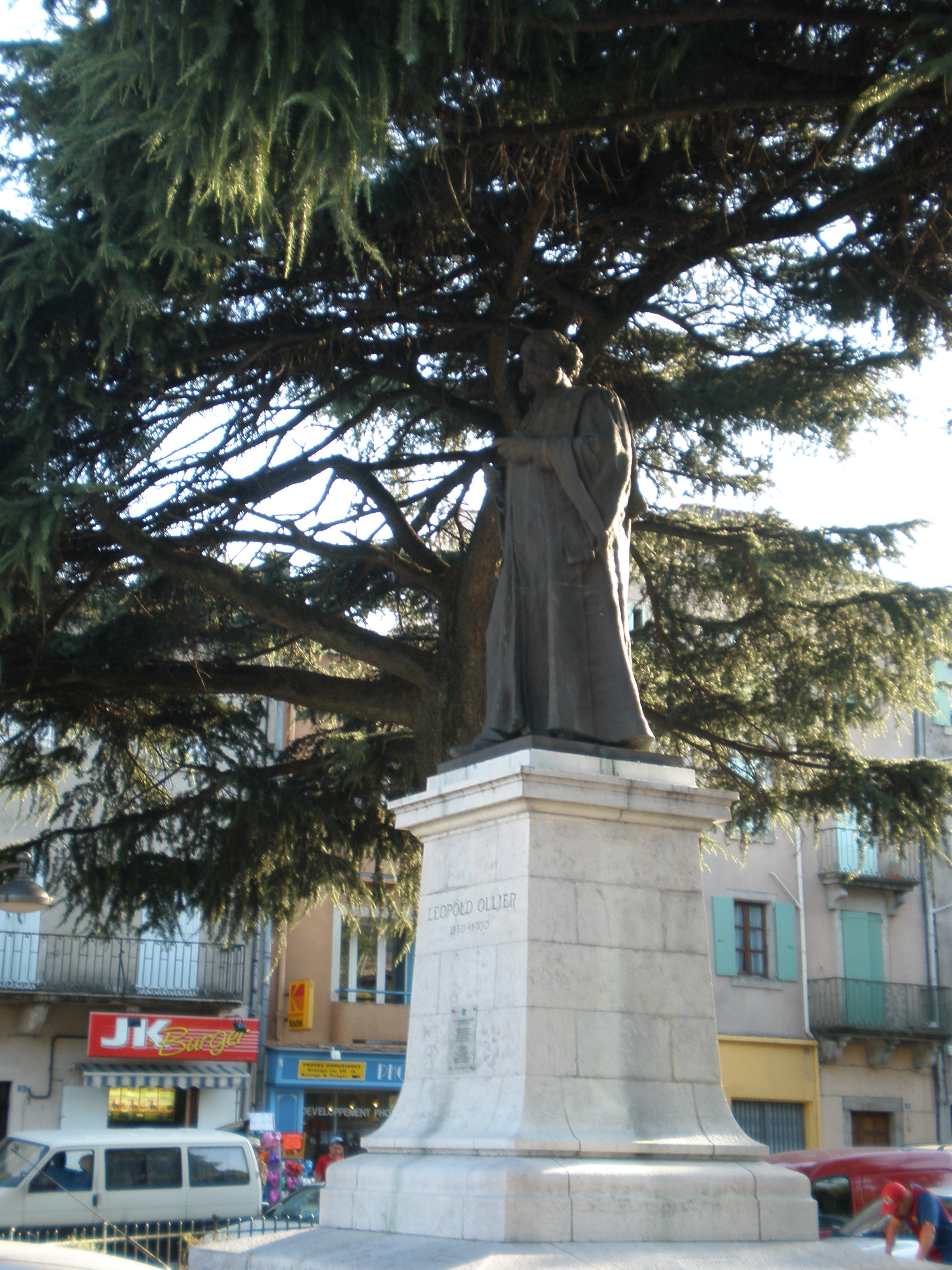
La statue de Léopold Ollier.

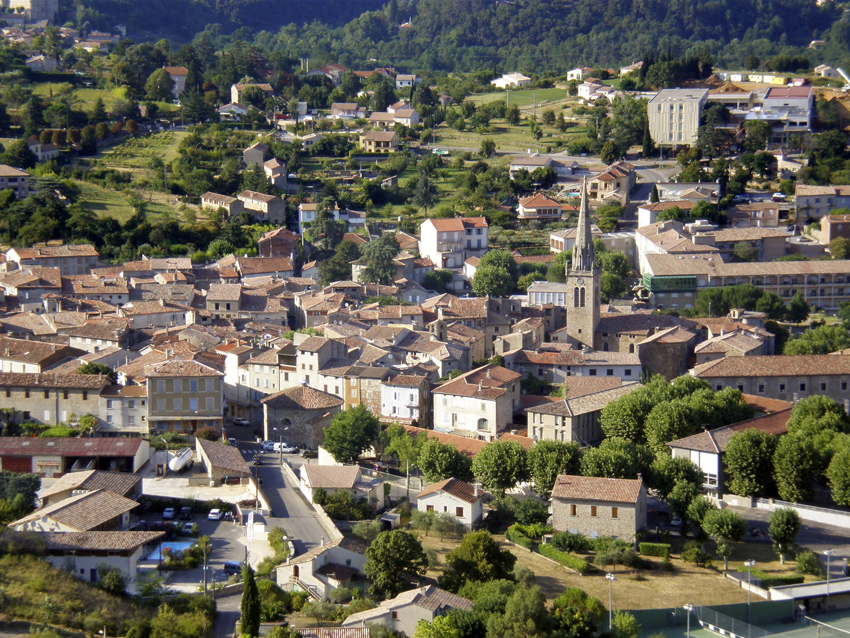
Les Vans.

### Moyen Âge
Les chanoines de Saint-Ruf, dont l'ordre est établi depuis 1039 à Avignon, fondent une première église romane.
En 1208, une bulle d'Innocent III ratifie la donation des Vans à l'abbaye de Saint-Gilles-du-Gard. Du XIVe siècle au XVIIIe siècle inclus, un barri entourait le bourg ; ce « mur de ville » était haut de quelques mètres et large de soixante à quatre-vingts centimètres. Il était doublé d'un fossé ou ruisseau qui longeait occasionnellement les maisons. Il comportait quatorze tours et quatre portes ; une cinquième, très étroite, fut percée au XVIIIe siècle.
Vers le milieu du XVe siècle Charles VII institue deux foires aux Vans : l'une du 21 au 28 août, l'autre les 8 et 9 novembre - cette dernière bientôt remplacée par la foire de la Saint-Thomas le 21 décembre.
En 1478, le bourg appartient aux coseigneurs Rochebaron, en 1643 aux de La Fare, en 1672 au comte du Roure et de La Garde-Chambonas et en 1762 au duc d’Uzès.
La ville passe à la Réforme au XVIe siècle ; en 1629, elle retourne au catholicisme.

### Époque contemporaine
En 1790, la région est rattachée au département de l'Ardèche.
La place de la Grave fut le théâtre d'exécutions après la révolte des Masques et du massacre de Saillans et de ses compagnons en juillet 1792.
En 1799 (à l’arrivée de Bonaparte), le barri est démantelé, n'ayant plus de raison d'être ; seuls quelques vestiges demeurent.
La révolution de 1848 est bien accueillie en Ardèche, et notamment par le maire de Vans, qui collabore activement avec les commissaires du gouvernement en leur indiquant quels sont les bons républicains susceptibles d’occuper les fonctions de maire dans les communes voisines, et quels sont les maires opposés au régime et qu’il juge préférable de révoquer.
En 1851, Les Vans sont l'une des onze communes dans le Vivarais cévenol où la densité de population dépasse 150 habitants/km2 — plus que dans le Vivarais de la vallée du Rhône. À l'époque, les Hautes Cévennes sont plus peuplées que les plaines des Basses Cévennes, peut-être grâce à la présence du châtaignier dans les hauteurs où il se plaît mieux. Dans les plaines plus basses, c'est le développement du mûrier dès le début du XVIIIe siècle qui a accompagné la croissance démographique commencée au XVIIe siècle. Ainsi en 1860 Les Vans abritent quatre filatures de soie sur les 13 existant dans les Cévennes. Ces filatures emploient surtout des femmes ; les hommes, eux, pratiquent l'émigration saisonnière, surtout pendant la période creuse des travaux agricoles. Les revenus sont précaires : vers 1850, 50 % des familles du canton des Vans sont endettées.
À la mort du professeur Ollier (1900) qui habitait près de l’église des Vans, une souscription mondiale permit d'élever deux statues monumentales en bronze, réalisées par Alfred Boucher, l'une aux Vans sur la place Léopold-Ollier, l'autre sur la place Ollier à Lyon. Pendant la seconde guerre mondiale, la ruse des Vanséens préserva la statue des Vans de la mobilisation des métaux non ferreux, convoitise des Allemands, tandis que la statue de Lyon fut fondue pour les besoins de la Wehrmacht en 1941.
En 1973, la commune des Vans fusionne avec celles de Brahic, Chassagnes et Naves pour ne former qu'une seule et même commune (arrêté préfectoral du 4 juin 1973).
Les Vans reçurent le président de la République (Nicolas Sarkozy) le 20 décembre 2011, ; la précédente visite présidentielle officielle en Ardèche datait de 1961 (Charles de Gaulle).

## Politique et administration

### Tendances politiques et résultats
Jusqu'en 2013, la commune des Vans disposait de quatre sections électorales différentes correspondantes aux 4 anciennes communes fusionnées en 1973 (Les Vans, Brahic, Chassagnes et Naves) et les électeurs pouvaient panacher les noms des candidats sur les différentes listes. La loi du 17 mai 2013 (dite Acte III de la décentralisation) a supprimé ces différentes dispositions. Désormais la commune des Vans représente une circonscription électorale unique élisant l’ensemble du conseil municipal selon un mode de scrutin unique déterminé en fonction de la population de la commune. Le chiffre de la population des Vans étant inclus entre 2 500 et 3 499 habitants, le conseil municipal est composé de 23 élus.
Par ailleurs, la commune des Vans dispose de neuf sièges au sein de l'assemblée communautaire de la Communauté de communes Pays des Vans en Cévennes.

### Liste des maires
Depuis les élections départementales de mars 2015, Les Vans sont le bureau centralisateur d'un canton agrandi. Le canton des Vans a été réuni notamment à une partie de celui de Joyeuse, de Valgorge et de Largentière (qui perdront leur statut de chef-lieu de canton).
| Période      | Période                | Identité             | Étiquette        | Qualité |
| ------------ | ---------------------- | -------------------- | ---------------- | --- |
| 1946         | mars 1959              | Ferdinand Nadal      | PPUS             | Architecte Conseiller général |
| mars 1959    | mars 1965              | Joseph Thibon        |                  | |
| mars 1965    | mars 1979 (démission)  | Fernand Aubert       | DVD puis UDF-CDS | Directeur de coopérative fruitière Conseiller général (1965-1979)                                                                              |
| mars 1979    | avril 2004 (démission) | Jean-Marie Roux      | RPR puis UMP     | Maître d'œuvre en bâtiment Député (1993-1997) Conseiller général (1985-2004)                                                                   |
| avril 2004   | 29 mars 2014           | Bruno Vigier         | UDI (NC)         | Libraire |
| 29 mars 2014 | 29 mai 2020            | Jean-Paul Manifacier | PS               | Retraité de l'enseignement Conseiller général (2004-2015) Vice-président du Conseil général (2008-2015) Président de la Communauté de Communes |
| 29 mai 2020  | en cours               | Jean-Marc Michel     | SE               | |

### Jumelages
- Castelnuovo di Val di Cecina.

## Population et société
Les habitants sont appelés les Vanséens et les Vanséennes.

### Démographie
L'évolution du nombre d'habitants est connue à travers les recensements de la population effectués dans la commune depuis 1793. Pour les communes de moins de 10 000 habitants, une enquête de recensement portant sur toute la population est réalisée tous les cinq ans, les populations de référence des années intermédiaires étant quant à elles estimées par interpolation ou extrapolation. Pour la commune, le premier recensement exhaustif entrant dans le cadre du nouveau dispositif a été réalisé en 2004.

En 2022, la commune comptait 2 680 habitants, en évolution de +0,04 % par rapport à 2016 (Ardèche : +2,48 %, France hors Mayotte : +2,11 %).
| 1793  | 1800  | 1806  | 1821  | 1831  | 1836  | 1841  | 1846  | 1851  |
| ----- | ----- | ----- | ----- | ----- | ----- | ----- | ----- | ----- |
| 1 649 | 1 514 | 1 571 | 1 682 | 2 169 | 2 511 | 2 742 | 2 916 | 2 698 |

| 1856  | 1861  | 1866  | 1872  | 1876  | 1881  | 1886  | 1891  | 1896  |
| ----- | ----- | ----- | ----- | ----- | ----- | ----- | ----- | ----- |
| 3 171 | 2 811 | 2 946 | 2 625 | 2 747 | 2 626 | 2 066 | 2 513 | 2 187 |

| 1901  | 1906  | 1911  | 1921  | 1926  | 1931  | 1936  | 1946  | 1954  |
| ----- | ----- | ----- | ----- | ----- | ----- | ----- | ----- | ----- |
| 1 948 | 1 934 | 1 889 | 1 583 | 1 626 | 1 658 | 1 657 | 1 632 | 1 594 |

| 1962  | 1968  | 1975  | 1982  | 1990  | 1999  | 2004  | 2006  | 2009  |
| ----- | ----- | ----- | ----- | ----- | ----- | ----- | ----- | ----- |
| 1 692 | 2 034 | 2 325 | 2 570 | 2 668 | 2 664 | 2 727 | 2 827 | 2 805 |

| 2014  | 2019  | 2022  | - | - | - | - | - | - |
| ----- | ----- | ----- | - | - | - | - | - | - |
| 2 667 | 2 655 | 2 680 | - | - | - | - | - | - |

### Enseignement
La commune des Vans est rattachée à l'académie de Grenoble. La commune dispose d'un collège, le collège Léonce Vieljeux.

### Médias
La commune est située dans la zone de distribution de deux organes de la presse écrite :
- L'Hebdo de l'Ardèche

Il s'agit d'un journal hebdomadaire français basé à Valence et couvrant l'actualité de tout le département de l'Ardèche.
- Le Dauphiné libéré

Il s'agit d'un journal quotidien de la presse écrite française régionale distribué dans la plupart des départements de l'ancienne région Rhône-Alpes, notamment l'Ardèche. La commune est située dans la zone d'édition de Privas et d'Aubenas.
- La Viste : un instrument de culture patrimoniale paraissant deux fois par an[38].

### Cultes
L'église (propriété de la commune) et la communauté catholique des Vans sont rattachées à la paroisse Saints Pierre et Paul de Païolive, elle-même rattachée au diocèse de Viviers.

## Économie

### Tourisme
Promenade, escalade, spéléologie, équitation, mais aussi canyoning, parapente, randonnée, baignade, pêche, camping et canoë-kayak dans les gorges du Chassezac

## Culture locale et patrimoine

### Lieux et monuments

#### Les Vans
- Église Saint-Pierre-aux-Liens (XVIIe siècle), beau retable dans le chœur en noyer et en chêne, de style baroque, probablement réalisé par Jean Enghelbert qui vécut aux Vans pendant 6 ans, s'y maria et revint y mourir. La première mention de l’église Saint-Pierre-aux-liens et de son bourg apparaît en 1208 (bulle du Pape Innocent III). Église romane fondée tout d'abord par les chanoines de Saint-Ruf, elle est reprise par les moines de Saint-Gilles au XIIIe siècle ; les Protestants s’y établissent ensuite en 1563, jusqu'au retour des catholiques entre 1658 et 1681. L'église romane est en partie détruite après 1564 alors que Les Vans passent à la Réforme. La nouvelle église est construite à partir de 1664 d'après les plans de l’architecte Brun, sous l’égide de Claude de Roure, abbé de Malons[19]. Le clocher abrite 4 cloches fondues en 1854 par Burdin-Aîné à Lyon. La plus grosse pèse un peu plus d'une tonne.
- Temple protestant à colonnes, inauguré le 7 mai 1826
- Centre historique ancien, nombreuses demeures du XVIe siècle au XIXe siècle
- Gorges du Chassezac
- Le bois de Païolive
- Les Vans sont le point de départ de nombreuses excursions et randonnées dans le Vivarais cévenol
- L’espace muséal du pays des Vans : la maison de l'olivier, le musée de France René Evesque (archéologie, géologie, tradition locale) et le musée Léopold Ollier[40]
- La Réserve naturelle régionale Grads de Naves est sur le territoire de la commune.

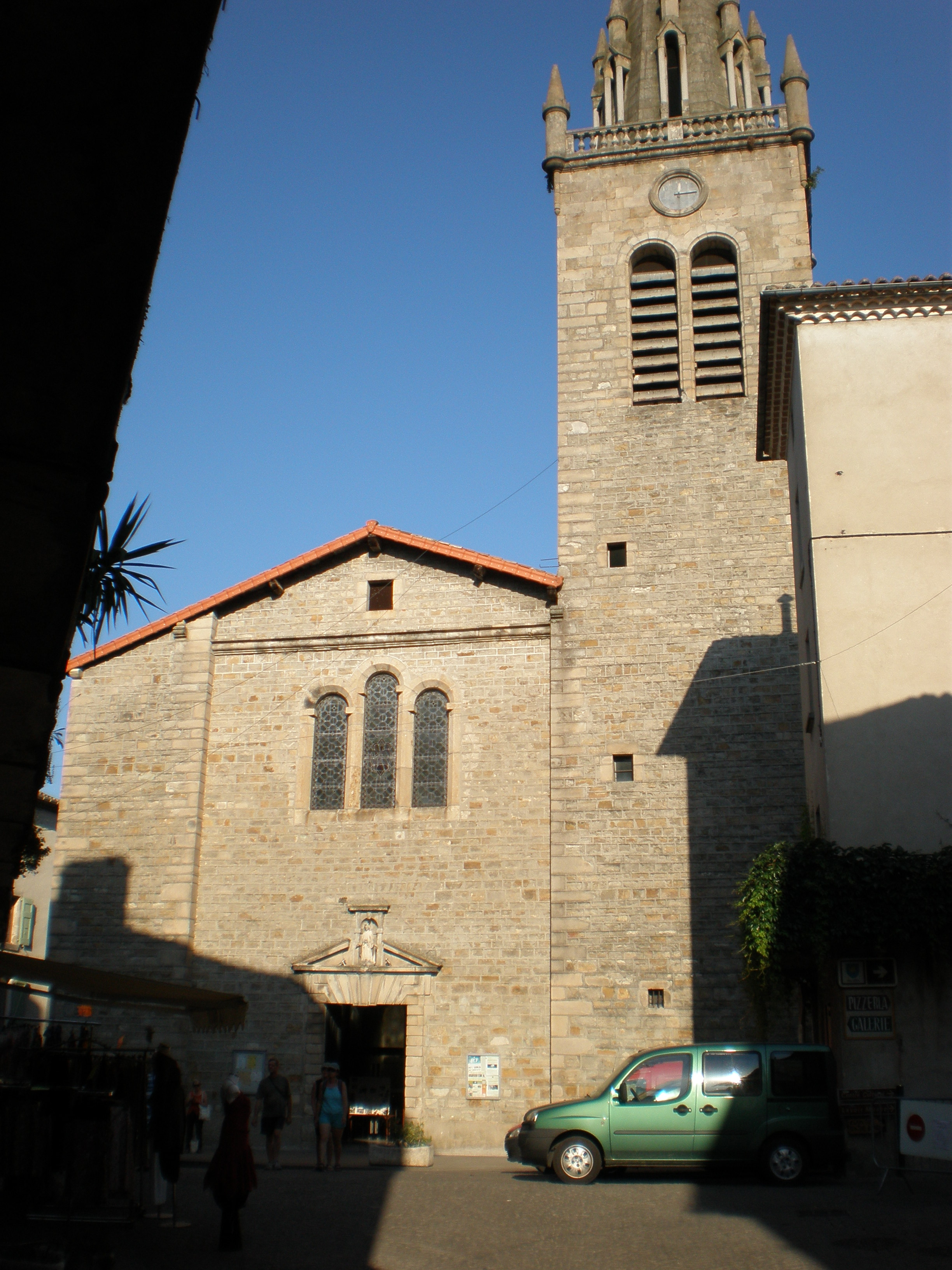
L'église Saint-Pierre des Vans.
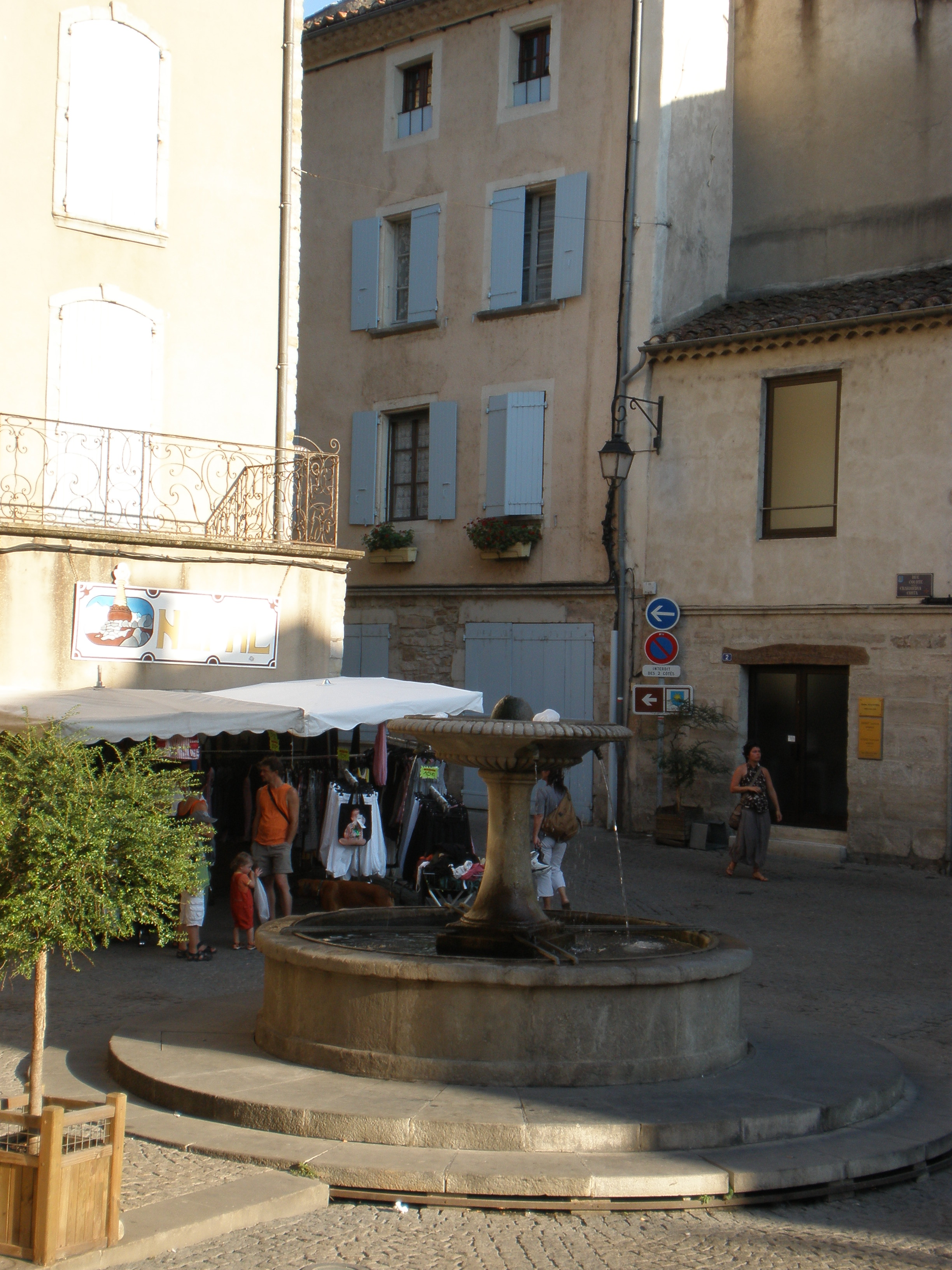
La place du marché.
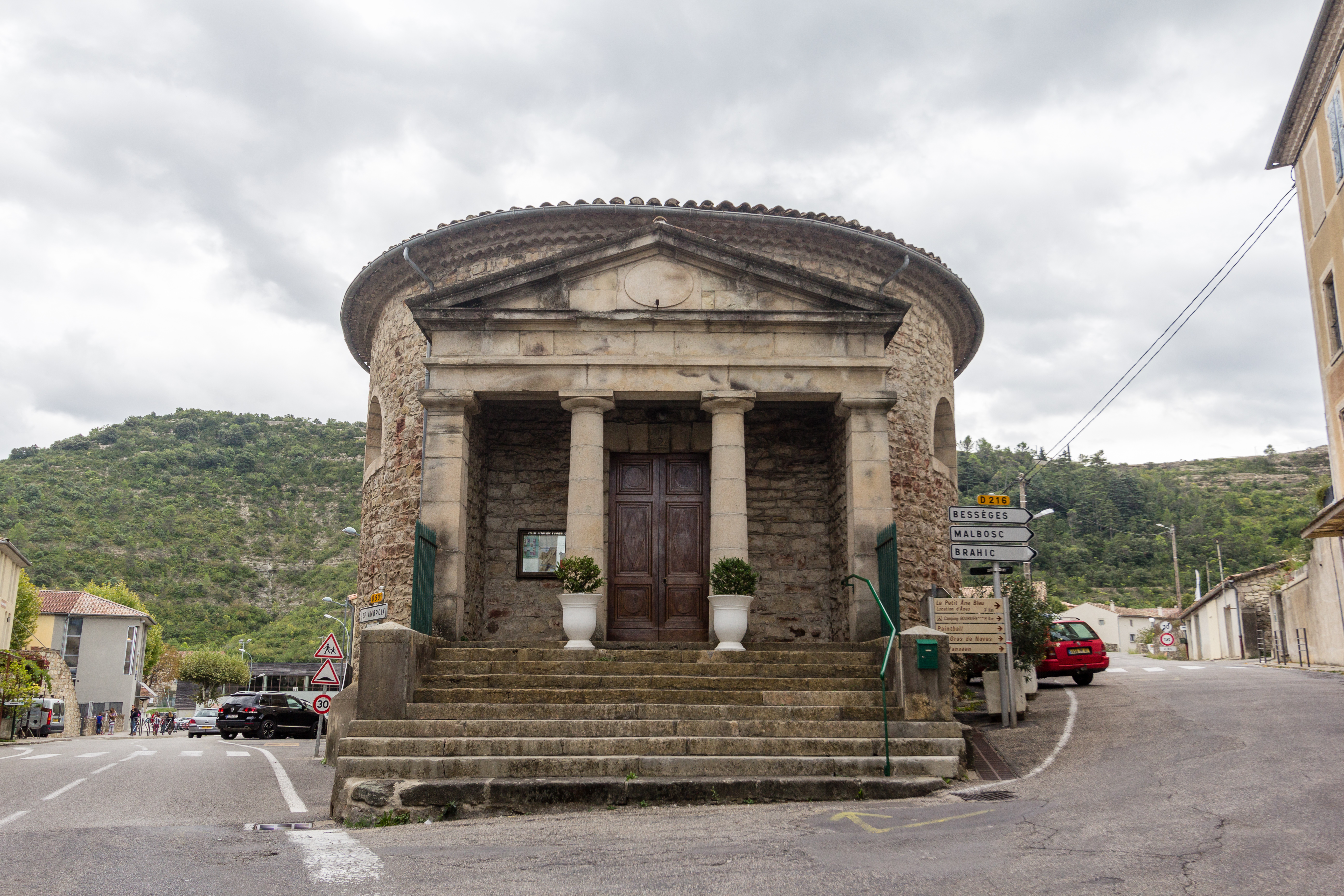
Le temple protestant.
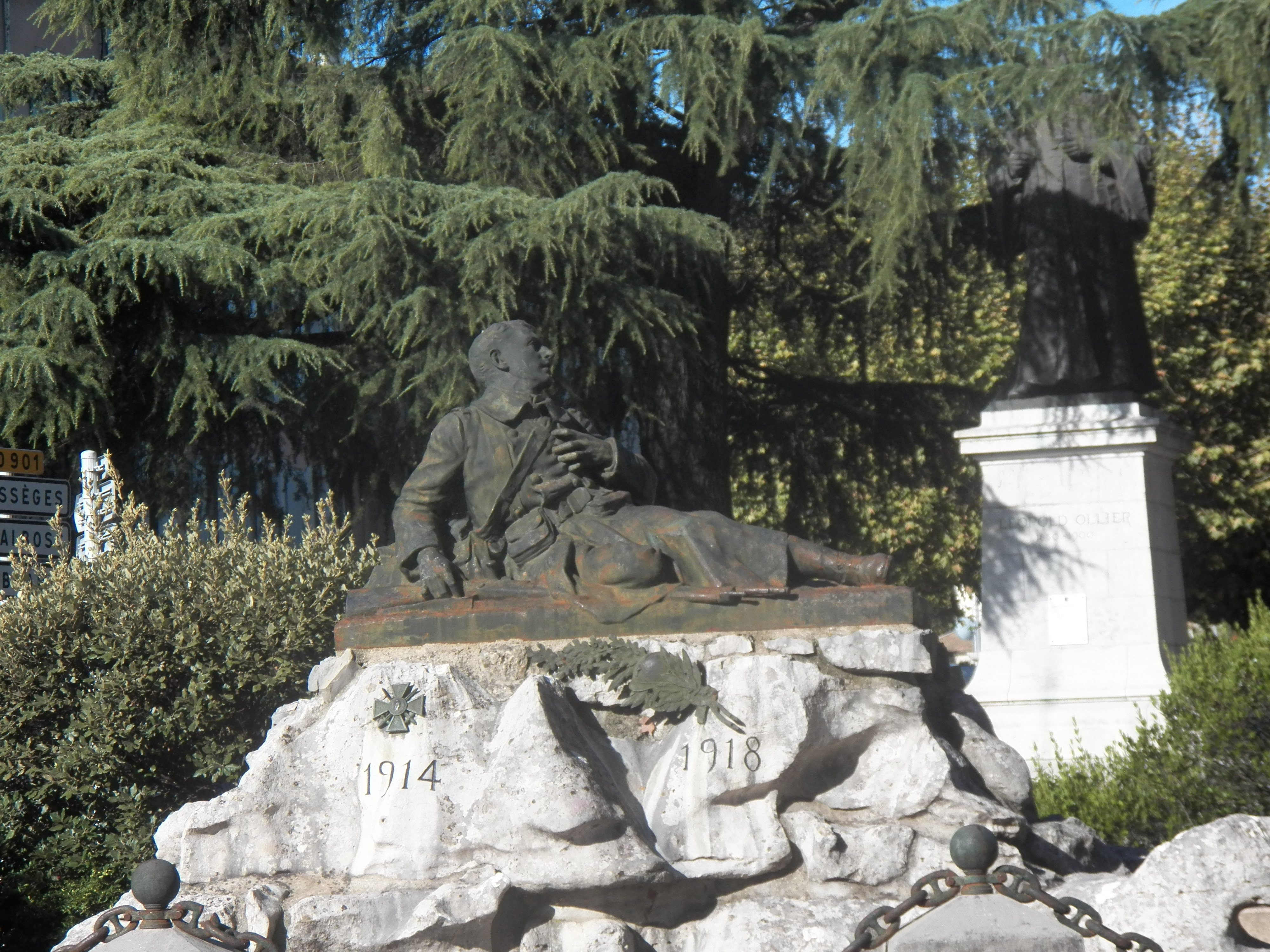
Aux morts de toutes les guerres -Place Ollier aux Vans.

#### Naves

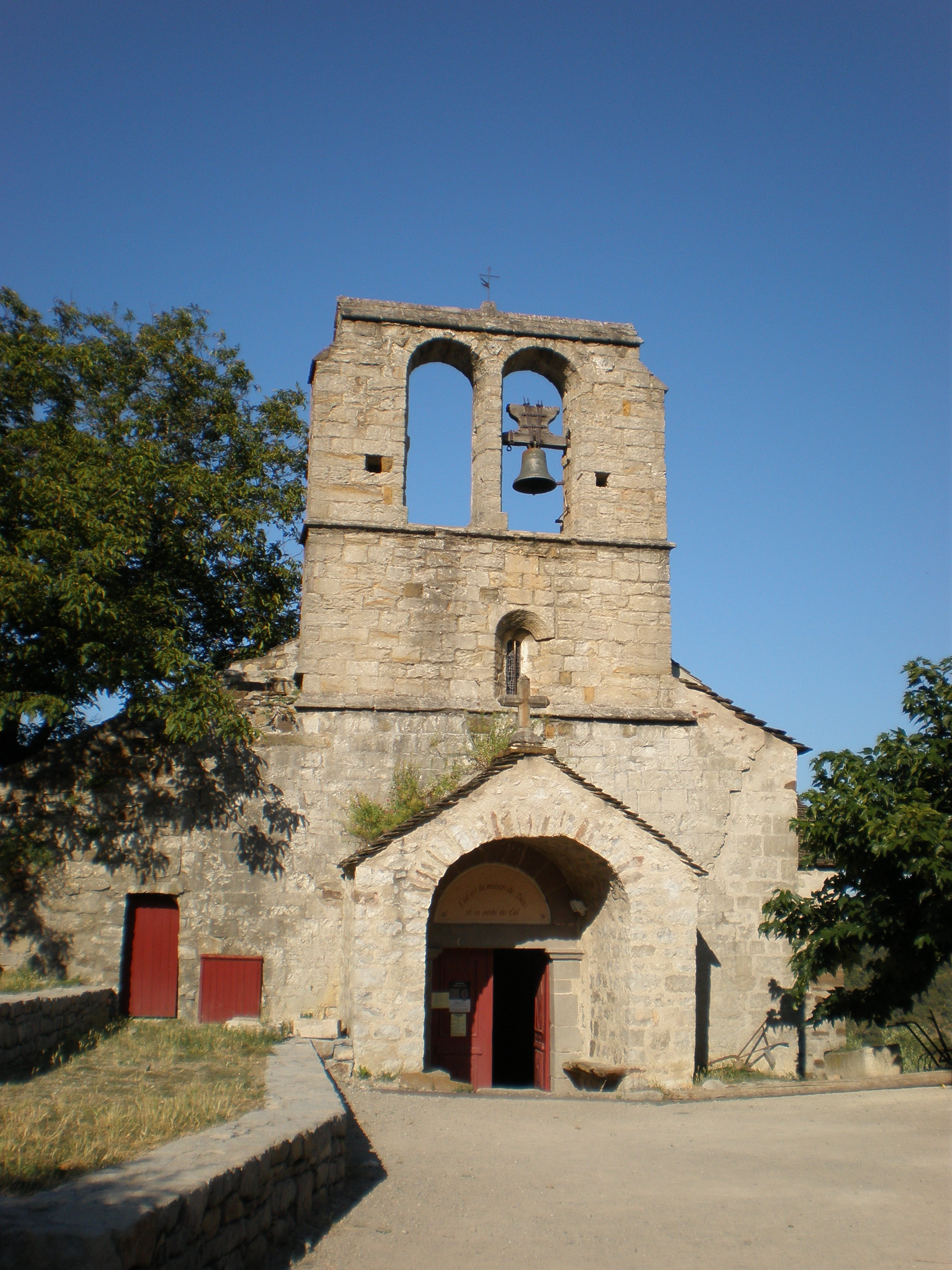
L'église romane Saint-Jacques de Naves.

Avant la Révolution, Naves faisait partie du Diocèse d'Uzés. Un acte de parèage vers 1273 entre le roi Philippe le Hardi et les seigneurs locaux fit de Naves un des premiers liens entre le pouvoir central et le Vivarais.
Naves possède le label « village de caractère de l'Ardèche
 » et connaît son heure de gloire au XIXe siècle avec le développement de la sériciculture et de l’élevage du ver à soie, activité qui, déclinant peu à peu, le fait tomber dans l’oubli. Le village, son église et ses vieilles ruelles ont fait l’objet d'importantes rénovations depuis le milieu des années 1980.
Éléments remarquables :
- l’église romane Saint-Jacques des XIIe et XIIIe siècles restaurée vers 2009 ;
- les vieilles rues pavées faites de calades et de passages voûtes ;
- les ruines de l’ancien château et des remparts ;
- Naves est le point de départ de randonnées.

#### Chassagnes
Village situé à quelques kilomètres des Vans.

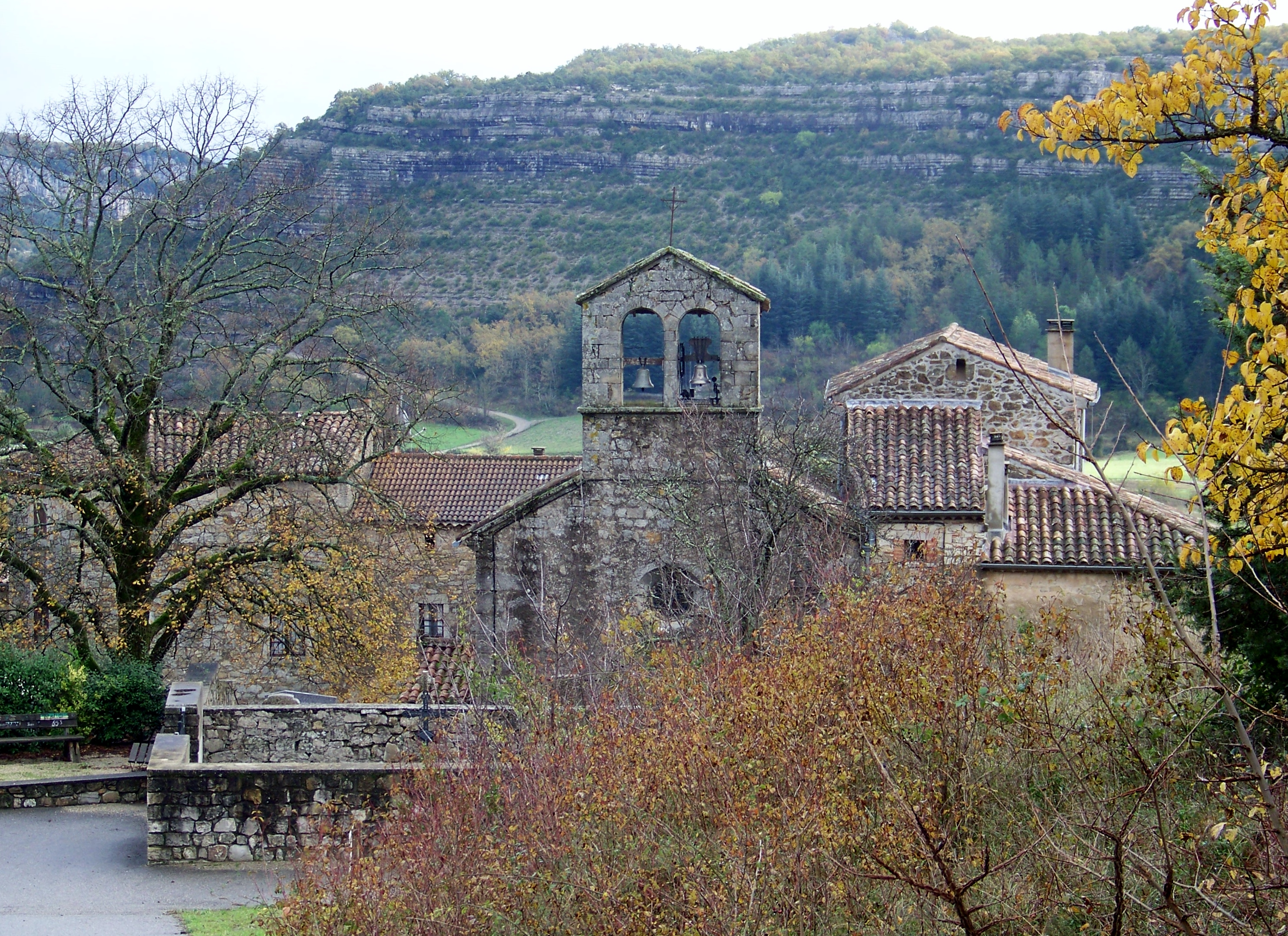
L'église.
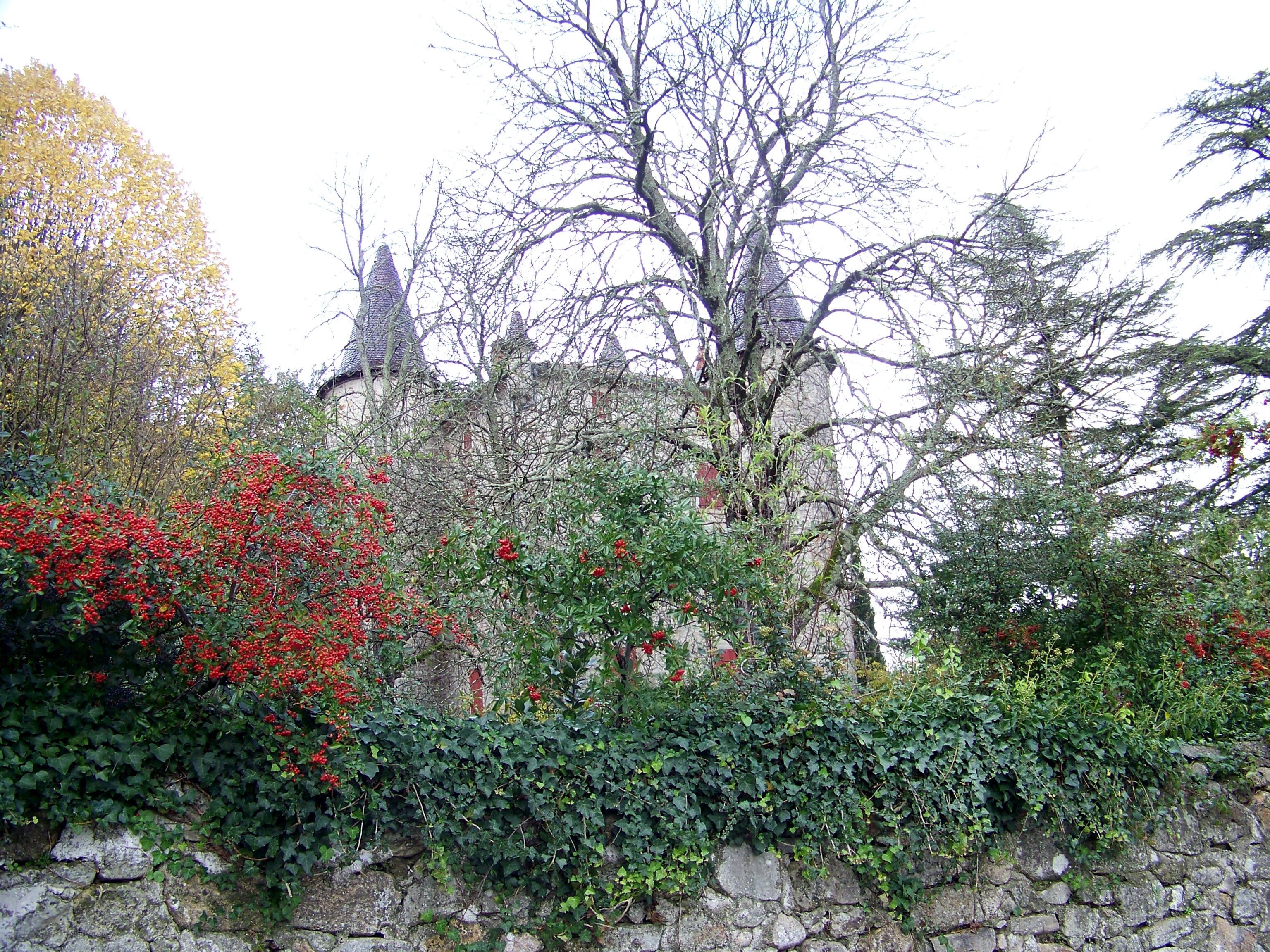
Le château.
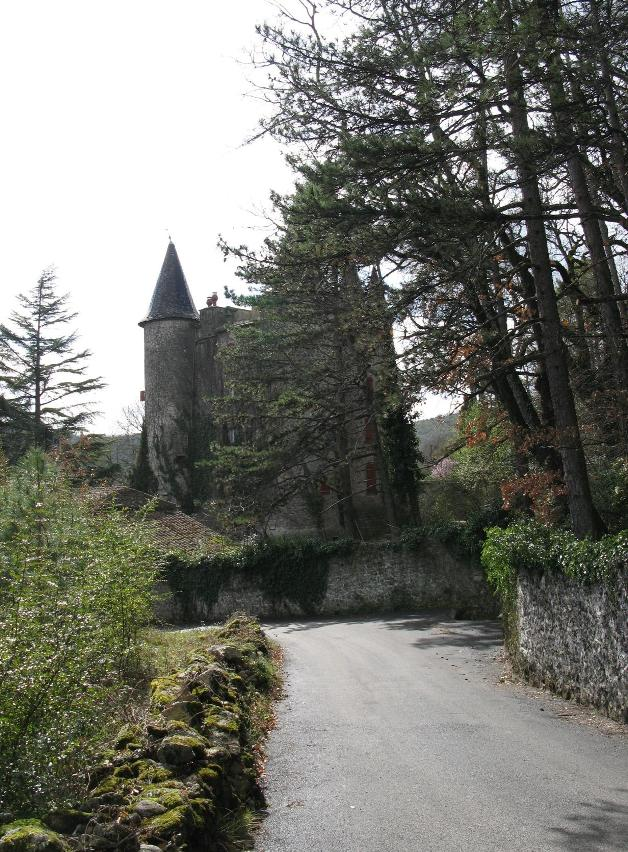
Le château.
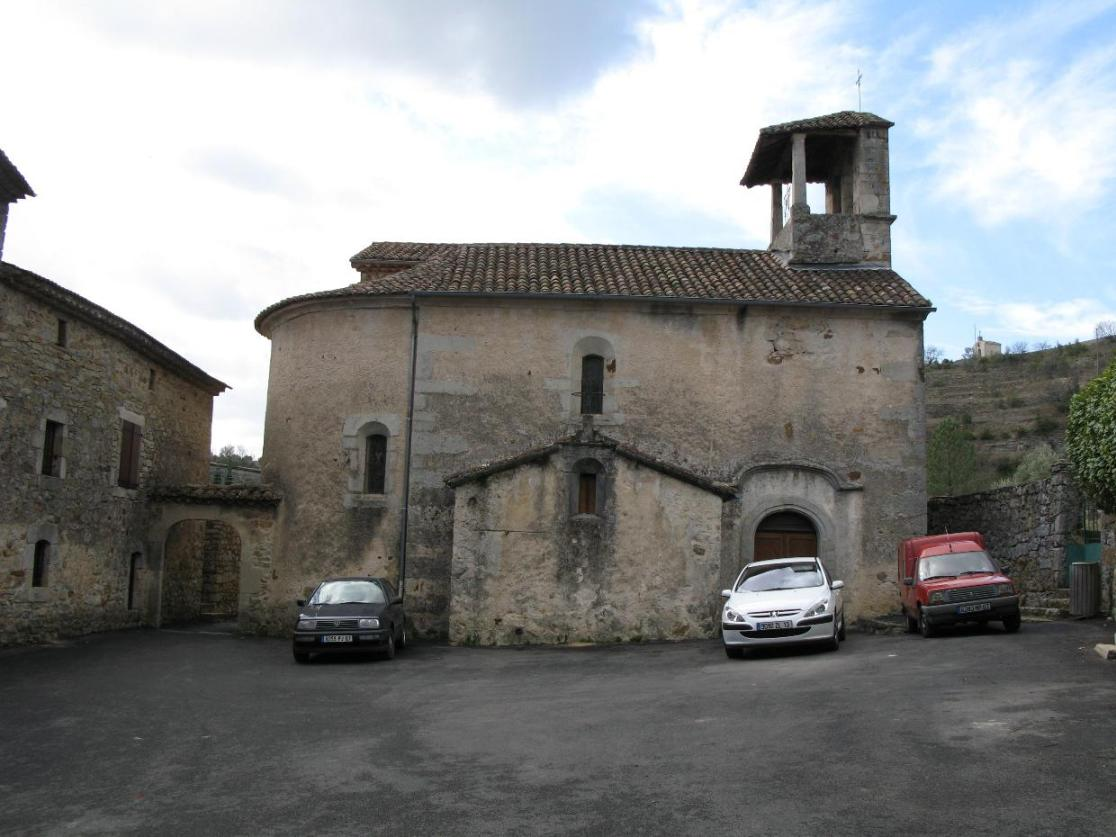
L'église

Propriété de la famille d'Yzard vendu en 1775.
Le château fut la propriété de la famille Barthélémy de Laforest (juge-mage de Joyeuse) au XVIIIe siècle.
Revendu ensuite à la famille de Chanaleilles.

#### Le Chassezac

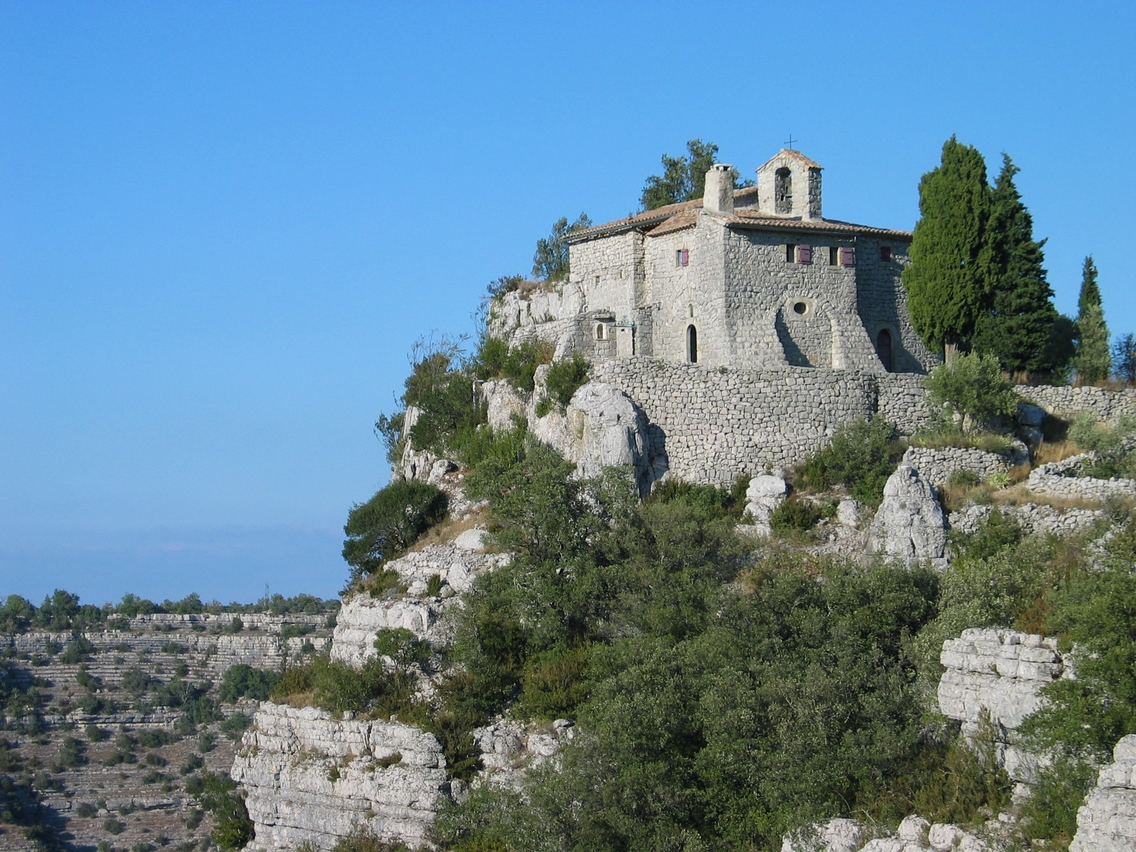
L'ermitage Saint-Eugène.

Le Chassezac, remarquable par ses plages de sable et de galets, et Chassagnes sont surplombés par l’ermitage Saint-Eugène bâti sur une falaise calcaire. L’ermitage, a fait l’objet d’une restauration en 1956 qui lui a permis de retrouver, après plus de deux siècles d’abandon, sa destination originelle.

#### Brahic
Brahic est niché sur le flanc sud du serre de Barre.
Sa position perchée lui a valu son nom. En effet, à la page 86 de ses « Noms de lieux en France », André Pégorier de l’IGN (Institut géographique national) nous apprend qu’en étymologie préceltique, un Brèc est un rocher en hauteur. De son côté, Frédéric Mistral à la page 365 de son « Trésor doù félibrige » nous confirme qu’en provençal, un brè, un brèc, un brenc, un bric, un brinc (selon les localités), est une hauteur. Il rapproche ce mot de l’écossais « braigh » et nous en décline tout une famille : brécaio (brécaille) éboulis, brécoun, petit rocher pointu, brécas, grand pic, brécassoun, petit pic et le verbe brécassa = grimper sur les rochers. Brec, s'est écrit Braic qui s'est diphtongué en Braïc ou Brahic à la fin du XVIIe siècle.
Les Français qui portent ce nom de famille ont à coup sûr leurs lointaines origines dans ce village. De la sorte, ce sont des habitants de Brahic portant ce nom qui ont fondé le hameau du Petit Brahic, sans doute pour y trouver des espaces plus vastes à cultiver que les étroites terrasses, seules possible sur le flanc du serre.
Éléments remarquables :
- le vieux village de Brahic et ses maisons rustiques en pierre ;
- le panorama surplombant toute la vallée ;
- l’église romane de Notre Dame de l'Assomption et son clocher à arcades (XIIe siècle) ;
- les chemins de grande randonnée aux alentours du village ;
- les hameaux pittoresques de Murjas et Perriès.

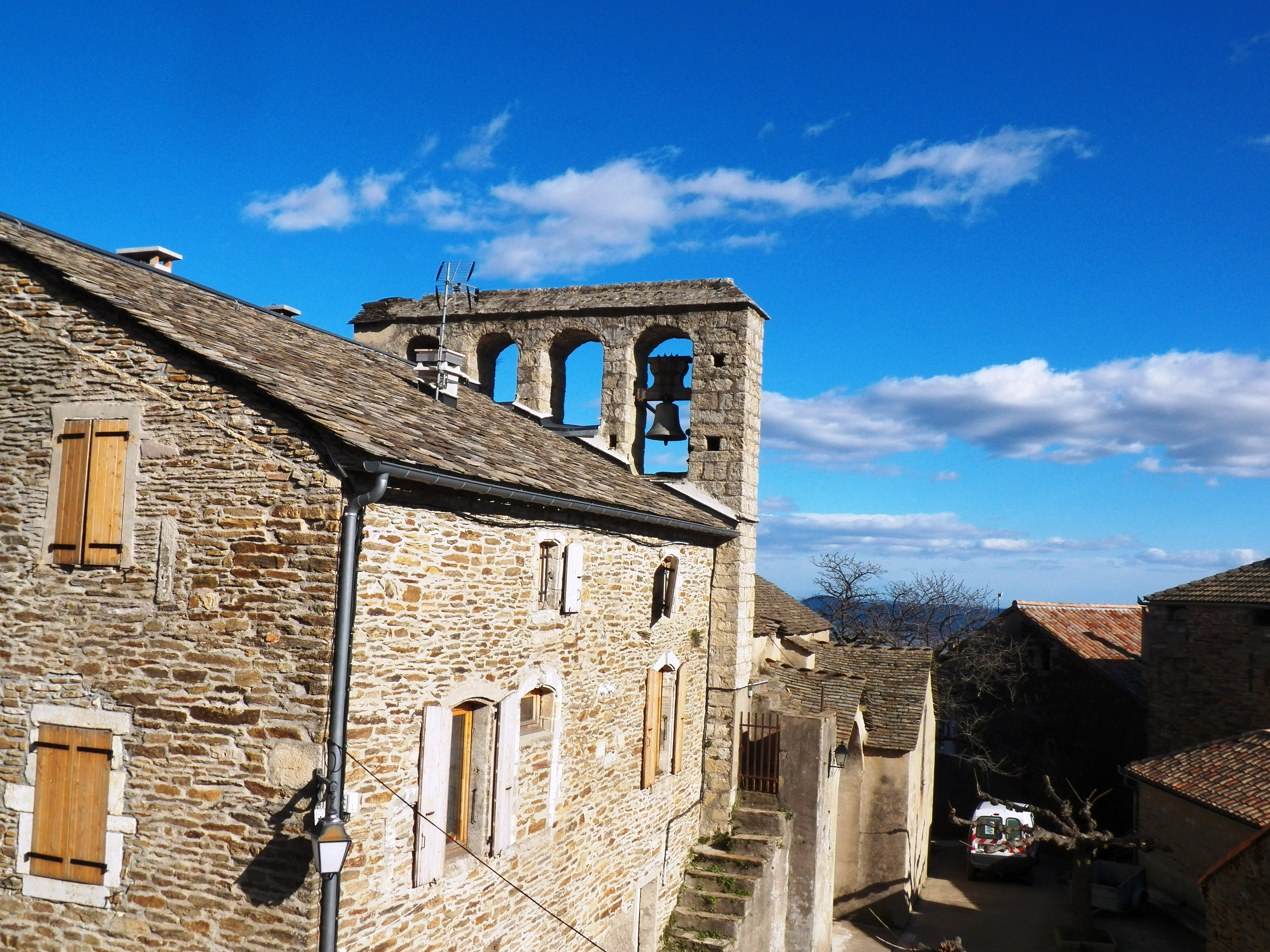
Église de Brahic.

### Festivités et événements
- Marché le samedi matin
- Marché artisanal nocturne le mardi en été
- Fête foraine du 1er au 15 avril
- Fête de l'olivier le 3e dimanche de juillet
- « Castagnade », fête de la châtaigne, le dernier samedi d'octobre
- « Marché des potiers » et « marché cuir-bois » en juillet
- Fête de la randonnée le lundi de Pentecôte
- Festival Ard'Afrique en août : culture africaine, jazz, animations culturelles, concerts, expositions, danses. Il est à noter que l'édition 2015 a été la dernière à être organisée du fait des difficultés rencontrées par les organisateurs.
- Stage international de judo des Vans

### Personnalités liées aux Vans
- Antoine Dalamel de Bournet
- Hugues Meunier (1721-1792), général des armées de la République y est décédé.
- François Athanase Charette de La Contrie[45].
- Simon Joseph Coren-Fustier (1747-1823), homme politique, député de l'Ardèche à la Convention.
- Odilon Barrot (1791-1873), né à Villefort, qui fut propriétaire du château du Scipionnet sur la commune voisine de Chambonas.
- Louis Bastide de Malbos.
- Jules de Malbos.
- Eugène de Malbos, né en 1811 aux Vans, peintre pyrénéiste de l'époque romantique.
- Louis Xavier Edouard Léopold Ollier (1830-1900), né aux Vans, créateur de l'orthopédie et de la chirurgie réparatrice.
- Léonce Vieljeux (1865-1944), né aux Vans, maire de La Rochelle, colonel de réserve et agent du réseau de résistance Alliance, fusillé au Struthof en 1944. Le collège des Vans porte son nom.
- Jean-Marie Roux, maire, conseiller général, député, vice-président du conseil général.

### Les Vans au cinéma
Plusieurs films ont été tournés sur la commune :
- 2003 : Rencontre avec le Dragon de Hélène Angel
- 2005 : Alex de José Alcala
- 2009 : Le missionnaire de Roger Delattre
- 2014 : Trois cœurs de Benoît Jacquot, tourné aux Vans, ainsi qu'au Bois de Païolive[46] pour ses dernières scènes.

### Héraldique logotype et devise
| moderne | Les armes des Vans se blasonnent ainsi : D’azur au soleil d'or, à la bordure cousue de sinople chargée de neuf fleurs de lys aussi d’or. La bordure cousue est une augmentation de l'ancien d'azur au soleil d'or (blason de droite). | ancien |